# Milford (Delaware)
Milford – miasto w Stanach Zjednoczonych, w stanie Delaware, w hrabstwie Kent.